# Ablabera pulicaria
Ablabera pulicaria är en skalbaggsart som beskrevs av Fahraeus 1857. Ablabera pulicaria ingår i släktet Ablabera och familjen Melolonthidae. Inga underarter finns listade i Catalogue of Life.